# La Chilla
La Chilla är en ort i Mexiko.   Den ligger i kommunen Culiacán och delstaten Sinaloa, i den centrala delen av landet, 1 000 km nordväst om huvudstaden Mexico City. La Chilla ligger 79 meter över havet och antalet invånare är 344.
Terrängen runt La Chilla är platt, och sluttar västerut. Runt La Chilla är det mycket glesbefolkat, med 6 invånare per kvadratkilometer. Närmaste större samhälle är El Rosario, 18,1 km söder om La Chilla. I omgivningarna runt La Chilla växer huvudsakligen savannskog.